# Legenda
Legenda  (latinsko legendum, kar se mora brati) se je v starorimski cerkvi imenovala knjiga, iz katere so brali odlomke iz življenja mučencev in svetnikov. V srednjem veku je bila najbolj znana »Legenda aurea; zbirka svetniških življenjepisov«. V novejšem času pa legenda predstavlja zgodbo, v kateri nastopajo krščanske svete osebe. Večina legend je napisanih v prozi, najdejo pa se tudi legende napisane v verzih.
Po zasnovi je legenda podobna mitu in pripovedki. Kar se v mitu pripoveduje o bajeslovnih božanstvih in v pripovedki o zgodovinskih in izmišljenih junakih, se v legendi pripoveduje o krščanskih svetih osebah.
Poleg ljudskih legend pa je ustvarjenih tudi veliko umetnih legend, ki so jih napisali pisatelji in v njih predstavili zanimive legendarne motive. Največ slovenskih ljudskih legend sta zbrala Matija Valjavec in Anton Medved, ki je izdal zbirko »Slovenske legende«. Umetne legende pa so poleg Valjavca in Medveda pisali še Janez Trdina, Anton Aškerc, France Bevk, Ksaver Meško, Marija Kmetova in drugi.
Legenda je tudi tabela, ki se največkrat pojavi na skicah in zemljevidih. V legendi so razloženi znaki, ki so narisani na skicah ali zemljevidih. 
Mnogokrat se pojavi tudi na avtobusnih voznih redih.